# Chrysolina pliginskii
Chrysolina pliginskii es un coleóptero de la familia Chrysomelidae.
Fue descrita científicamente en 1913 por Reitter.